# Helena Pietryka
Helena Pietryka (ur. 21 stycznia 1907 w Przyłęku, zm. 22 maja 2006 w Lublinie) – żołnierz Batalionów Chłopskich, dama Krzyża Srebrnego Virtuti Militari. 

## Życiorys
Córka Jana i Marii Kassa. Od 1935 r. mieszkała w Kolonii Stasin, gdzie z mężem prowadziła gospodarstwo rolne. Po wybuchu II wojny światowej wstąpiła do Batalionów Chłopskich, działała w Ludowym Związku Kobiet. Zajmowała się organizacją punktów sanitarnych Zielonego Krzyża, kolportażem podziemnej prasy oraz pełniła funkcję łączniczki kierownictwa Stronnictwa Ludowego „Roch” i dowództwa IV Okręgu BCh. 
W jej domu znajdował się punkt kontaktowy, w którym udzielano pomocy rannym żołnierzom BCh oraz koordynowano działalność zespołom LZK które zajmował się działalnością sanitarno-opiekuńczą, łącznością, kolportażem oraz pracą kulturalno-oświatową i wydawniczą. W lipcu 1944 r. teren zagrody Heleny Pietryki stał się miejscem potyczki pomiędzy niemiecką żandarmerią a oddziałem BCh. W wyniku walki całe gospodarstwo zostało zniszczone.
Po zakończeniu działań wojennych małżonkowie sprzedali zrujnowane gospodarstwo i przeprowadzili się do Lublina. Zmarła tam 22 maja 2006 r., została pochowana z honorami wojskowymi na cmentarzu przy ul. Lipowej w Lublinie.

## Ordery i odznaczenia
- Krzyż Srebrny Orderu Virtuti Militari (nadany rozkazem KG BCh Nr 5/Pers. z 30 V 1944),
- Złoty Krzyż Zasługi z Mieczami (1947),
- Krzyż Partyzancki (1947),
- Krzyż Batalionów Chłopskich.

## Życie prywatne
W 1930 wyszła za mąż za Bronisława Pietrykę, miała z nim czwórkę dzieci.